# Necydalis harmandi
Necydalis harmandi är en skalbaggsart som beskrevs av Maurice Pic 1902. Necydalis harmandi ingår i släktet stekelbockar, och familjen långhorningar. Inga underarter finns listade i Catalogue of Life.